# Mellisuga helenae
Il colibrì Elena o colibrì ape (Mellisuga helenae (Lembeye, 1850)) è un uccello della famiglia Trochilidae, endemico di Cuba.

## Descrizione
È considerato l'uccello più piccolo del mondo: i maschi misurano in media 5,5 cm e pesano 1,95 g, mentre le femmine raggiungono 6,12 cm e un peso di 2,6 g. L'apertura alare media è di 3,25 cm.

## Biologia
Hanno una dieta prevalentemente nettarivora e, in misura minore, insettivora.

## Distribuzione e habitat
Mellisuga helenae è endemico di Cuba. Vive principalmente nelle aree forestali e ai margini dei boschi. Un tempo comune in tutta l'isola, il suo habitat originario è stato progressivamente soppiantato dalle piantagioni di cacao, caffè e tabacco, per cui attualmente ha un areale molto frammentato che include L'Avana, la Sierra de Anafe, la penisola di Guanahacabibes, la palude di Zapata, Jucaro, Moa, la Cuchillas de Toa, la Sierra Cristal, Mayarí e Guantánamo.

## Conservazione
La progressiva distruzione del suo habitat ha portato negli ultimi anni ad un rapido declino della popolazione. Per tali ragioni la IUCN Red List classifica M. helenae come specie prossima alla minaccia di estinzione (Near Threatened).
La specie è inserita nell'Appendice II della Convention on International Trade of Endangered Species (CITES).